# Film- und Medienstiftung NRW
Gegründet 1991 gehört die Film- und Medienstiftung NRW GmbH (vormals Filmstiftung Nordrhein-Westfalen) mit einem durchschnittlichen jährlichen Fördervolumen von rund 35 Millionen Euro (Eigenangabe) zu den bedeutendsten Förderhäusern in Deutschland und Europa. Die Filmstiftung hat seit Dezember 2024 ihren Sitz in Köln und den Auftrag der kulturellen und wirtschaftlichen Förderung der Film- und Medienwirtschaft in Nordrhein-Westfalen. Zu den Gesellschaftern in NRW gehören neben Land und WDR auch das ZDF und RTL.

## Geschichte

Logo der Filmstiftung Nordrhein-Westfalen bis zum 19. Juni 2011.

Im Jahr 1991 initiierten Ministerpräsident Johannes Rau und WDR-Intendant Friedrich Nowottny als Gründungsgesellschafter die regionale Filmförderung in Form einer GmbH. Erklärtes Ziel war es, Nordrhein-Westfalen (NRW) zu einem wichtigen Filmland in Europa zu machen. Dem Düsseldorfer Vorbild folgten später weitere Regionalförderungen in Deutschland und Europa.
Im Jahr 2003 wurden die Fördertätigkeiten des Filmbüros Nordrhein-Westfalen in die Film- und Medienstiftung NRW integriert (siehe Produktion 2).
Am 19. Juni 2011 gab die Organisation die Namensänderung von Filmstiftung Nordrhein-Westfalen zu Film- und Medienstiftung NRW bekannt. Als Grund dafür wurde angegeben, dass sich das Unternehmen „in Zukunft neben der klassischen Filmförderung auch dem Standortmarketing und der Förderung innovativer Medieninhalte widmen“ werde. In diesem Zug übernahm die Film- und Medienstiftung NRW auch die Aufgaben der Mediencluster NRW GmbH, die bislang für Neue Medien zuständig war.
Die Stiftung hat zum Ende des Jahres 2024 seinen Sitz vom Medienhafen in Düsseldorf in das Deichmannhaus nach Köln verlagert.

### Geschäftsführung
Nachdem der bis 2001 als Geschäftsführer tätige Dieter Kosslick zum Festivaldirektor der Berlinale ernannt worden war, übernahm Michael Schmid-Ospach in den Jahren 2001 bis Ende März 2010 die Geschäftsführung der Film- und Medienstiftung NRW. Von April bis August 2010 leitete die Prokuristin Claudia Droste-Deselaers kommissarisch die Geschäfte der Film- und Medienstiftung NRW. Ihr folgte von 2010 bis Ende 2023 Petra Müller, ehemalige Geschäftsführerin des Medienboard Berlin-Brandenburg. Seit dem 1. Januar 2024 ist Walid Nakschbandi, ehemaliger Geschäftsführer und Chief Innovation Officer der Holtzbrinck Buchverlage, Geschäftsführer der Film- und Medienstiftung NRW.

## Gesellschafter
Die Gesellschafter der Film- und Medienstiftung NRW sind (Anteile in Klammern):
- Land Nordrhein-Westfalen (40 %)
- Westdeutscher Rundfunk Köln (40 %)
- Zweites Deutsches Fernsehen (10 %)
- RTL Television GmbH (10 %)

## Förderungen
Seit ihrer Gründung im Jahr 1991 hat die Film- und Medienstiftung NRW 9.555 Projekte mit 930 Mio. Euro gefördert. Das jährliche Budget liegt bei durchschnittlich 35 Mio. Euro.
Bereits 1992 konnte die Filmstiftung mit der Komödie Schtonk! von Helmut Dietl einen Erfolg verbuchen, der mit einer Oscar-Nominierung gekrönt wurde. Bislang gab es fünfzehn Nominierungen durch die Academy. Kate Winslet wurde für ihre Rolle in dem von der Filmstiftung geförderten Der Vorleser 2009 mit dem Academy Award ausgezeichnet. 

## Förderbereiche

### Games / Interaktive Inhalte
In Erweiterung ihrer bisherigen Förderprogramme fördert die Film- und Medienstiftung NRW im Rahmen ihrer Leitlinie „Digitale Spiele und interaktive Inhalte“ die Entwicklung und Produktion von Computer- und Videospielen und interaktiven Inhalten aus den Bereichen VR/AR, Web und Mobile.

### Stoffentwicklung
Zum 1. November 2006 führte die Organisation die Förderung der Stoffentwicklung als neues Förderinstrument ein. Produktionsfirmen können hier z. B. an fertigen Drehbüchern arbeiten.

### Vorbereitungsförderung
Dieses Instrument gilt der Unterstützung von Produzenten, die mit einem fertigen Drehbuch auf den ersten Drehtag zusteuern.

### Produktion 1
Gefördert wird die Produktionsvorbereitung ebenso wie die Postproduktion, die Produktion von abendfüllenden Spielfilmen, von Kurzfilmen, Millionenproduktionen und Low-Budget-Projekten. Die Entscheidungen werden hier durch ein Gremium gefällt, das aus der Geschäftsführung, Vertretern des Landes NRW und den Gesellschaftern (WDR, ZDF, RTL) besteht. Die Förderung ist verknüpft mit der Maßgabe, 150 % der Fördersumme in NRW auszugeben. Die Förderung wird als bedingt rückzahlbares Darlehen gewährt.

### Produktion 2
Die Entscheidungen über Förderungen werden hier durch wechselnde, unabhängige Filmexperten-Gremien, benannt durch das Filmbüro Nordrhein-Westfalen, gefällt. Der Schwerpunkt der Förderung liegt bei kleineren bzw. Low-Budget-Projekten, die nicht von vornherein auf den Markt zielen. Hier können auch Abschlussfilme der Filmschulen in NRW gefördert werden.

### Verleihförderung
In der Verleihförderung wird das Abspiel von Filmen gefördert, was sowohl den Kinoverleih als auch Festivals und Filmreihen beinhalten kann. Analog zur Produktion 1 und Produktion 2 gibt es auch hier zwei Arten von Gremien/inhaltlichen Ausrichtungen der Förderung.

### Kinoförderung
Die Kinoförderung setzt sich zum einen mit Neu- und Umbaumaßnahmen auseinander, zum anderen mit dem angebotenen Programm. Da kleine Kinos mit extravagantem Spielplan wirtschaftlich nicht mit Multiplexen mithalten können, werden sie staatlich gefördert.

### Hörspielförderung
Es werden talentierte Hörspielautoren mit Stipendien oder mittels Produktionsförderung gefördert.

### Innovative Serielle Formate
Gefördert wird die Entwicklung von innovativen seriellen Formaten in den Genres Entertainment, Comedy, Serien, Show und Talk.

### Besondere Förderungen / Stipendien
Das Gerd-Ruge-Stipendium wurde erstmals im Jahr 2002 vergeben und seitdem einmal jährlich ausgeschrieben. Das mit 100.000 Euro dotierte Stipendium soll Dokumentarfilmern die Entwicklung ihres Kinoprojektes ermöglichen. Unter Vorsitz des 2021 verstorbenen Journalisten Gerd Ruge entscheidet eine achtköpfige Fachjury über alle eingereichten Anträge und vergibt dementsprechend den Stipendiumsbetrag.
In Zusammenarbeit mit der Wim Wenders Stiftung schreibt die Film- und Medienstiftung NRW seit 2014 einmal jährlich das Wim Wenders Stipendium zur Förderung innovativer filmischer Erzählkunst aus. Das mit einer Gesamtsumme von bis zu 100.000 Euro dotierte Stipendium soll junge Filmemacher unterstützen, Projekte mit neuen Mitteln zu erzählen und die Bildsprache zu bereichern. Die Stipendien wurden 2020 erstmals und seitdem als Pauschalsummen vergeben.
Zur Würdigung des Filmproduzenten und -verleihers Karl „Baumi“ Baumgartner schreibt die Film- und Medienstiftung NRW seit 2015 gemeinsam mit Martina und Sandra Baumgartner und der Pandora Film den Baumi Script Development Award aus.
Seit 2014 schreibt die Film- und Medienstiftung NRW regelmäßig Stipendien für die Entwicklung von Webvideos aus – in den ersten Jahren gemeinsam mit der European Web Video Academy, ab 2017 im Rahmen des NRW Creators LAB, einer Initiative der Film- und Medienstiftung NRW und UFA LAB. Seit 2020 werden Stipendien im Rahmen des „Creator College NRW“ vergeben.

## Förderbeispiele

### Geförderte Filme (Auswahl)
- Schtonk!
- Auf der anderen Seite
- Caché
- The Wind That Shakes the Barley
- Knockin’ on Heaven’s Door
- 7 Zwerge – Männer allein im Wald
- Die fabelhafte Welt der Amélie
- Good Bye, Lenin!
- Dead Man
- Mein Name ist Joe
- Das Wunder von Bern
- Der Schuh des Manitu
- Lola rennt
- Nomaden der Lüfte – Das Geheimnis der Zugvögel
- Dancer in the Dark
- Bella Martha
- Die Manns – Ein Jahrhundertroman
- Die große Stille
- Barfuss
- Vollidiot
- Der Medicus
- Nymphomaniac
- Rush – Alles für den Sieg
- Hannah Arendt
- Der Vorleser
- Das Parfum – Die Geschichte eines Mörders
- Melancholia
- Buddenbrooks (2008)
- Pina
- Rubinrot
- Unsere Mütter, unsere Väter
- Mustang
- Toni Erdmann
- Aus dem Nichts
- Werk ohne Autor
- Der Junge muss an die frische Luft
- Lindenberg! Mach dein Ding!
- Enfant Terrible
- Ich war noch niemals in New York
- Contra
- Annette
- Spencer
- Schock

### Geförderte Serien (Auswahl)
- Babylon Berlin
- Wild Republic
- Die Wespe
- Faking Hitler
- Oktoberfest 1900
- Andere Eltern

### Geförderte Games (Auswahl)
- Typoman
- Port Royal IV
- OMNO
- Eville

### Zusammenarbeit mit Regisseuren (Auswahl)
- Wolfgang Becker
- Fatih Akın
- Maren Ade
- Heinrich Breloer
- Doris Dörrie
- Marleen Gorris
- Dominik Graf
- Peter Greenaway
- Michael Haneke
- Werner Herzog
- Jim Jarmusch
- Jean-Pierre Jeunet
- Emir Kusturica
- Ken Loach
- Mira Nair
- Oskar Roehler
- Andreas Rogenhagen
- Helge Schneider
- Lars von Trier
- Margarethe von Trotta
- Tom Tykwer
- Hans-Christian Schmid
- Wim Wenders
- Sönke Wortmann

## Beteiligungen und Mitgliedschaften der Film- und Medienstiftung NRW

### Gegenwärtige Beteiligungen
- Internationale Filmschule Köln (100 %)
- Mediengründerzentrum NRW GmbH (25,1 %)
- Grimme-Institut Gesellschaft für Medien, Bildung und Kultur mbH (10 %)
- German Films Service + Marketing GmbH (4 %)
- Mediencluster NRW GmbH (100 %)